# قطار زرهی دانوتا

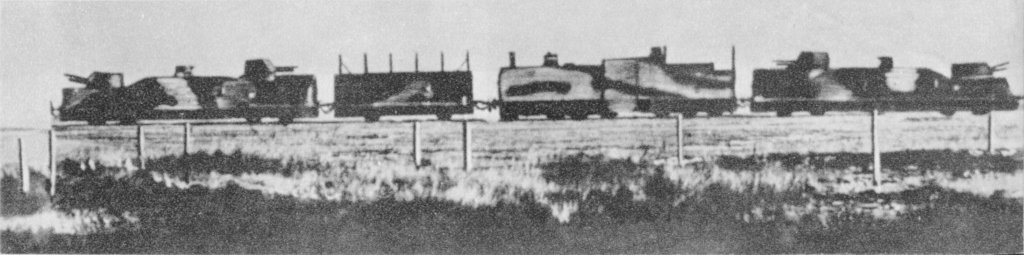
دانوتا در سال ۱۹۳۹. از چپ: واگن توپخانه، واگن تهاجمی پیاده‌نظام، لکوموتیو زرهی، واگن توپخانه

قطار زرهی دانوتا که به نام قطار زرهی شماره ۱۱ نیز شناخته می‌شود یک قطار زرهی بود که ارتش لهستان از آن برای نبرد علیه ارتش آلمان نازی در سال ۱۹۳۹ بهره برد.

## تاریخچه
دانوتا در سال ۱۹۱۹ در پوزنان ساخته شد و یک سال بعد در جریان نبرد ورشو به عنوان جزئی از سپاه اول لهستان به جنگ ارتش سرخ رفت. چهار سال بعد در ۱۹۲۴ میلادی این قطار به عنوان یک قطار آموزشی زرهی مورد استفاده قرار گرفت و در یابوونا مستقر گشت. در دهه ۱۹۳۰ میلادی این قطار نیز مانند دیگر قطارهای زرهی لهستان مورد نوسازی قرار گرفت و پیشرانه جدید به همراه توپ‌های ضدهوایی به آن اضافه شدند.
قطار زرهی دانوتا در سال ۱۹۳۹ به عنوان جزئی از سپاه پوزنان عملیات پشتیبانی از واحدهای پیاده‌نظام لهستانی را به عهده داشت. در ۴ سپتامبر این قطار مورد حمله نیروی هوایی آلمان نازی قرار گرفت و به صورت جزئی آسیب دید. پس از آن دانوتا در نبرد بزورا شرکت داشت تا آنکه در ۱۶ سپتامبر جلوی پیش‌روی نیروهای آلمانی را گرفت و همراه با نیروهای لهستانی در حال عقب‌نشینی بود که مورد کمین توپخانه ضد زرهی آلمان قرار گرفت. در اثر آسیب‌های وارده به قطار در جریان کمین و همچنین به انتها رسیدن مهمات نیروهای لهستانی جهت جلوگیری از غنیمت گرفته شدن قطار توسط نیروهای آلمانی آن را منفجر نمودند.